# Сигізмунд II Август
Сигізму́нд II А́вгуст (лат. Sigismundus Augustus, пол. Zygmunt August, заст. укр. Жикгимонтъ Августъ; 1 серпня 1520 — 7 липня 1572) — король польський, великий князь литовський (1548—1572). Перший монарх Речі Посполитої. Останній представник династії Ягеллонів на троні з чоловічій лінії.
Народився у Кракові. Єдиний син польського короля Сигізмунда I Старого й міланської герцогині Бони Сфорци. Затвердив Люблінську унію, за якою Королівство Польське й Велике князівство Литовське об'єднувалися в єдину федеративну державу — Річ Посполиту, а спадкова монархія замінювалася виборною (1569). Одружувався тричі, але не мав сина-спадкоємця. Помер у Книшині. Похований у Каплиці Сигізмунда, в Кракові.

## Біографія
Народився 1 серпня 1520 в Кракові, в родині польського короля Сигізмунда I Старого й Бони Сфорци. Виростав у атмосфері «нововіців», які покладали на нього великі надії, критичного ставлення до католицтва.
З 1529 мешкав у Вільні, столиці Великого князівства Литовського, як його майбутній правитель.
20 лютого 1530 архієпископ гнєзненський і примас Польщі Ян Ласький коронував юного королевича vivente rege в Вавельському кафедральному соборі в Кракові.
Після початку його правління в Польщі настала повна релігійна терпимість. За його королювання панівною релігією у ВКЛ став кальвінізм, верхівка захоплювала костели, церкви, які перетворювала у кальвінські збори.
28 листопада 1561 Сигізмунд II Август уклав Віленську унію з лівонською знаттю. За умовами угоди Лівонія увійшла під протекцію Польсько-Литовської держави у вигляді двох світських держав — Лівонського герцогства та герцогства Курляндії і Семигалії. Король також видав «привілей Сигізмунда Августа», який гарантував шляхті й бюргерству німецького походження в Лівонії широку політичну, майнову, національну й релігійну автономію.
У 1563 православну руську шляхту було зрівняно у правах зі шляхтою-католиками.
У 1564 в Польщі допущено діяльність єзуїтів.
За активною участю Сигізмунда II Августа відбулася Люблінська унія 1569 року, на основі якої Польща і Литва стали союзом держав (конфедерацією) — Річчю Посполитою. При цьому, за рішенням руської шляхти, більшість руських земель (Підляшшя, Волинь, Поділля, Брацлавщина, Київщина) відійшли від ВКЛ до Польщі.
Під час правління Сигізмунда II Августа відбулась низка війн та прикордонних конфліктів з Московським царством, зокрема Лівонська війна.
В Україні-Русі, в пониззі Дніпра, на острові Мала Хортиця, було збудовано замок з метою слідкувати за діяльністю незалежної від Речі Посполитої Запорозької Січі і посилити оборону південних кордонів  Речі Посполитої від нападів татар.
У 1571 коронним гетьманом Юрієм Язловецьким було вперше взято на державну службу 300 козаків, що їх почали з того часу називати реєстровими, надавши їм відповідну «Конституцію». Останню було підтверджено королівським універсалом від 1572 року.

## Сім'я
Сигізмунд-Август був єдиним сином Сигізмунда I Старого, польського короля з литовської династії Ягеллонів. Матір'ю новонародженого була друга дружина короля — італійка Бона Сфорца, герцогиня міланська, барійська й россанська. Хлопець ріс під постійним контролем матері.
1543 року Сигізмунд-Август одружився із німкенею Єлизаветою Австрійською, донькою імператора Фердинанда І з династії Габсбургів. Молодята жили разом у Вільні, проте за 2 роки Єлизавета померла від епілепсії. За іншою версією її отруїла свекруха Бона, що побоювалася зростання впливу невістки на свого сина.
1547 року Сигізмунд-Август таємно взяв другий шлюб із литовською красунею Варварою Радзивілл. Вона була донькою покійного великого литовського гетьмана Юрія Радзивіла, вдовою троцького воєводи Станіслава Гаштольда, яку змусили вийти заміж її брати — Миколай Рудий і Миколай Чорний. Сигізмунд-Август і Варвара були коханцями ще з 1544 року, за життя Єлизавети. Проти їхнього союзу різко виступав Сигізмунд І й, особливо, Бона Сфорца. На першому сеймі 1548 року, одразу після вступу молодого короля на престол, усі земські посли вимагали розірвати шлюб як такий, що чорнить династію, короля і державу. Сигізмунд-Август відмовився й 7 грудня 1550 року, всупереч волі батьків і сейму, коронував Барбару королевою Польщі в Кракові. Проте вже наступного року вона померла (ймовірно, отруєна свекрухою Боною). Варвару поховали у Віленському кафедральному соборі.
1553 року Сигізмунд-Август одружився втретє з Катериною Австрійською, молодшою сестрою його першої дружини Єлизавети. Він сподівався отримати спадкоємця, але третя дружина виявилася бездітною. Це стало причиною конфлікту між королем і його матір'ю Боною, яку він, врешті-решт, вигнав до Барі в Італії. 1566 року Катерина виїхала з Польщі до Австрії й не повернулася. Сигізмунд-Август віддався розбещеності й зіпсував своє здоров'я, померши в розквіті сил на 52 році життя.

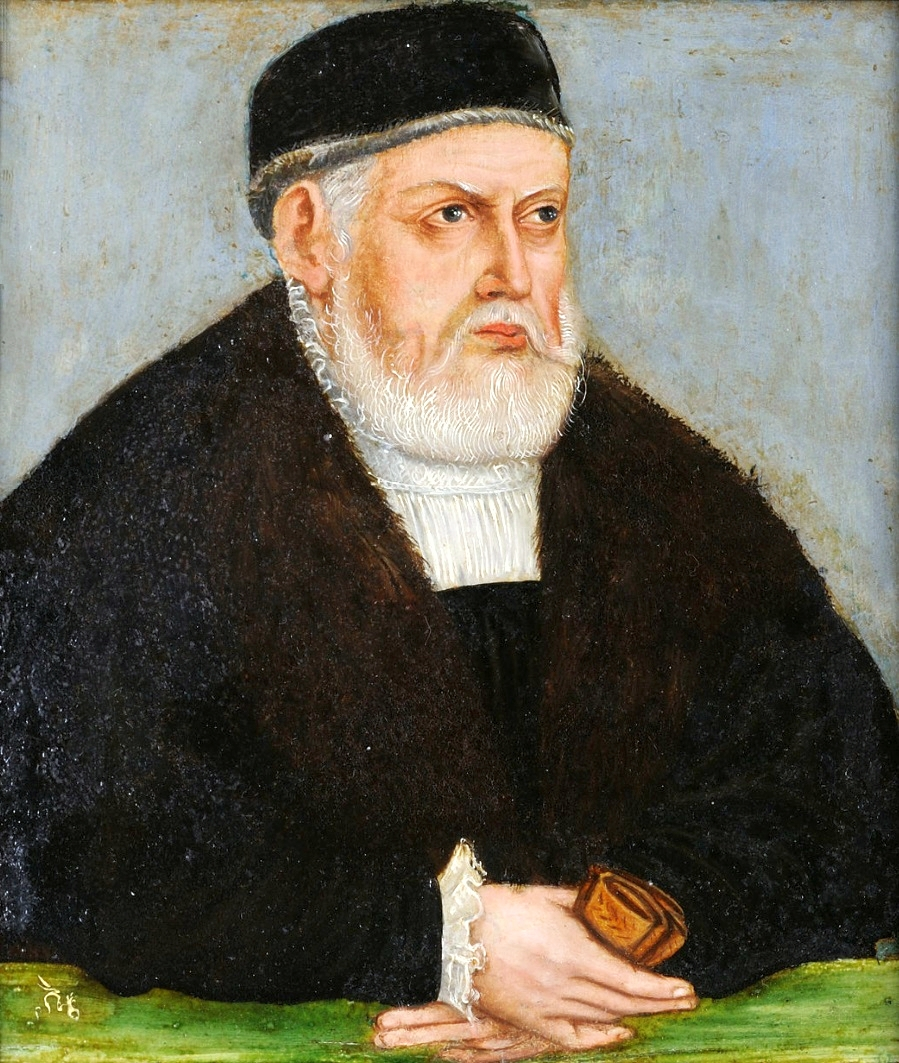
Сигізмунд I Старий 1467-1548
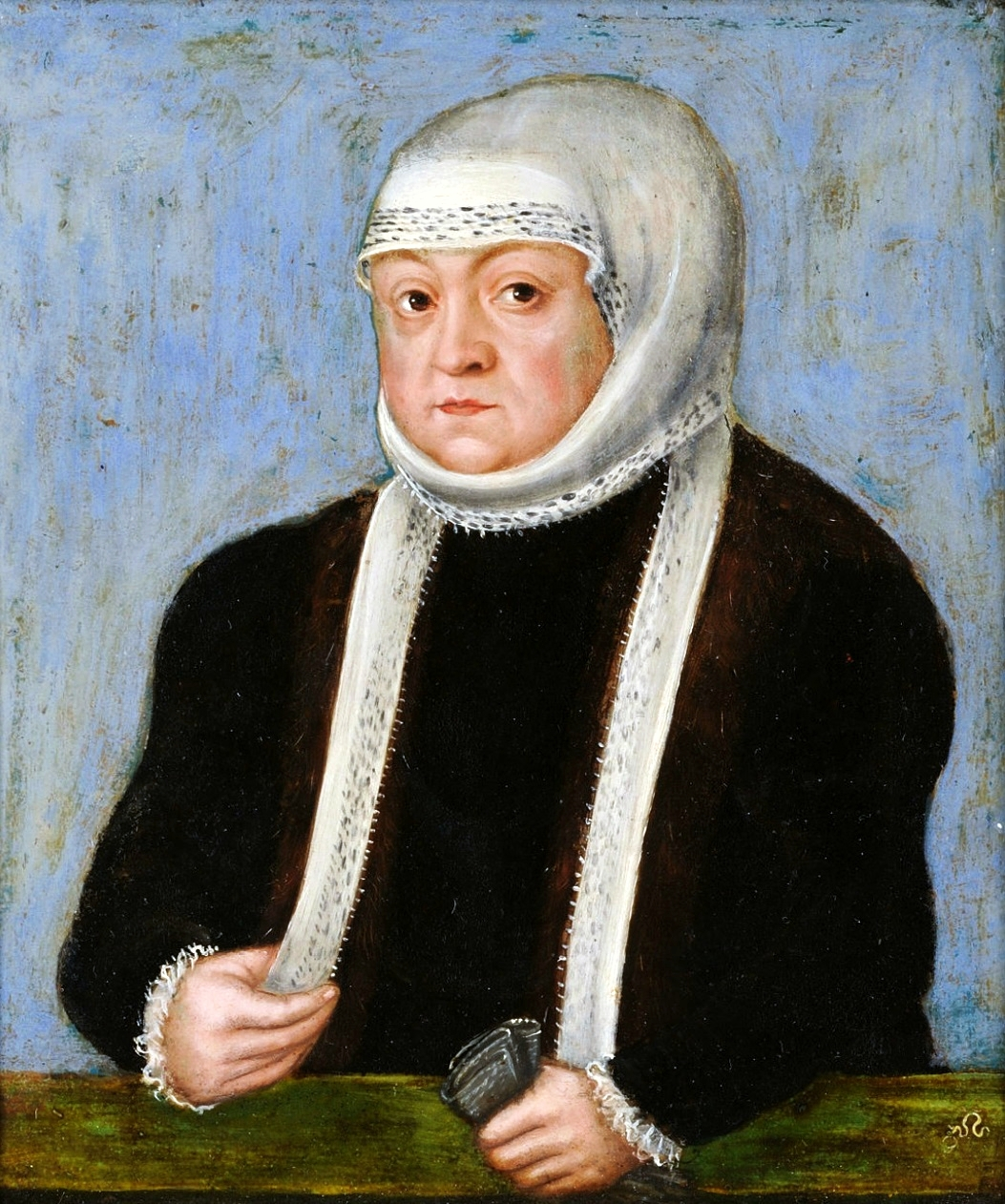
Бона Сфорца 1494—1557
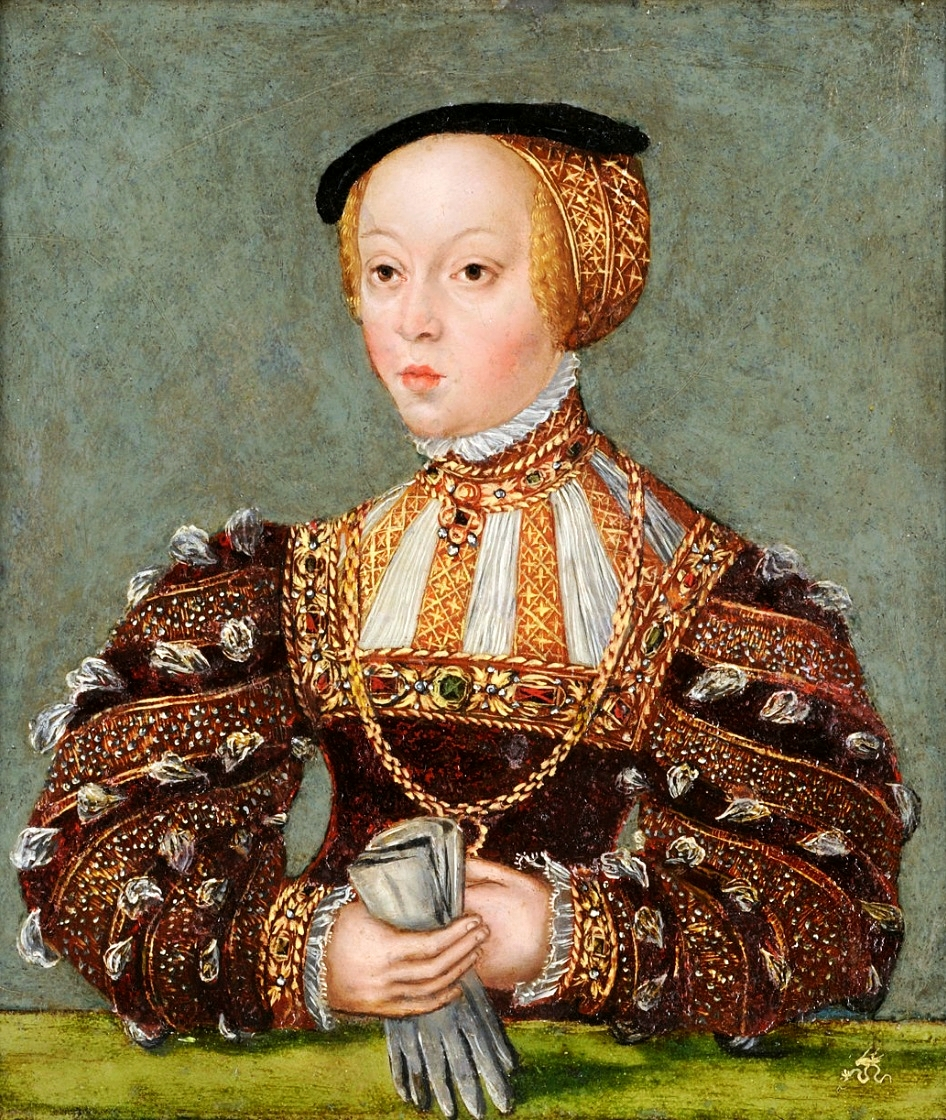
Єлизавета Габсбург 1526-1545
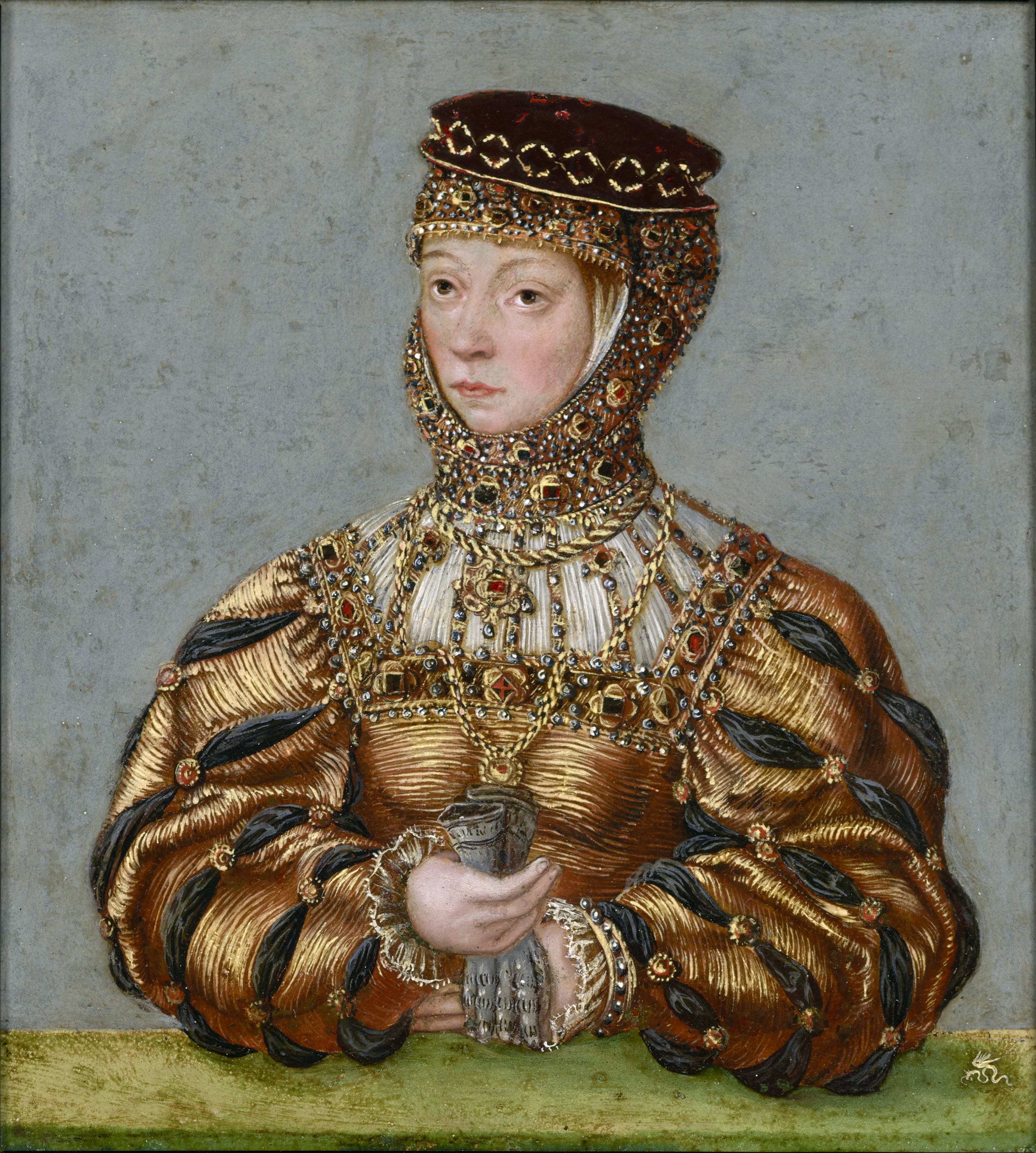
Варвара Радзивілл 1520-1551
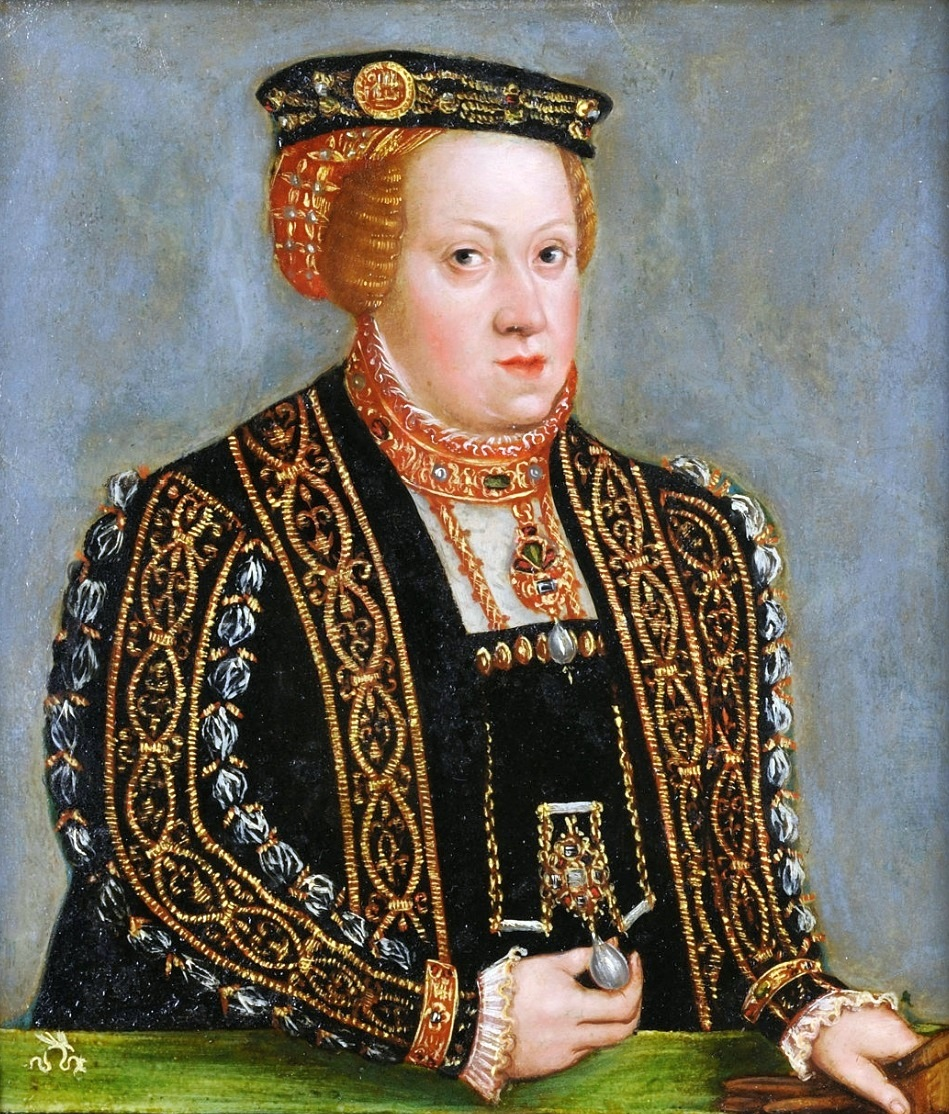
Катерина Габсбург 1533-1572

## Титули
На початку правління Сигізмунд ІІ Август використовував старий титул свого батька:
- 1548, грудень: Латиною: Nos Sigismundus Augustus Dei gratia rex Poloniae, magnus dux Lituaniae, necnon terrarum Cracouiae, Sandomiriae, Siradiae, Lanciciae, Cuiauiae, Russiae, Prussiae, Masouiae, Culmensis, Elbingensis ac Pomeraniae dominus et haeres[9].

Українською: Ми, Сигізмунд-Август, з Божої ласки король польський, великий князь литовський, а також земель краківської, сандомирської, серадзьської, ленчицької, куявської, руської, прусської, мазовецької, хелмінської, ельблонгської та поморської господар і дідич.
З 1560-х років у королівській титулатурі вперше додається Жемайтія. Повний титул звучав так:
- 1569, лютий: Латиною: Nos Sigismundus Augustus Dei gratia rex Poloniae, magnus dux Litwaniae, necnon terrarum Craccouiae, Sandomiriae, Syradiae, Lanticiae, Cuiauiae, Russiae, Prussiae, Masouiae, Samogitiae, Culmensis, Elbingensis, Pomeraniaeque etc. dominus et haeres[10]

Українською: Ми, Сигізмунд-Август, з Божої ласки король польський, великий князь литовський, а також земель краківської, сандомирської, серадзьської, ленчицької, куявської, руської, прусської, мазовецької, жемайтійської, хелмінської, ельблонгської, поморської та інших господар і дідич.
Короткий титул мав таку формулу:
- 1565: Латиною: Sigismundus Augustus dei gratia Rex Poloniae, Magnus Dux Lithuaniae, Russiae, Prussiae, Masoviae, Samogithiaeque etc. dominus et haeres[11].

Українською: Сигізмунд-Август, з Божої ласки король польський, великий князь литовський, господар і дідич руський, прусський, мазовецький, жемайтійський.
Після утворення Речі Посполитої, а також в ході Лівонської війни, до повного титулу Сигізмунда ІІІ Августа були додані назви Київщини, Волині, Підляшшя й Лівонії (Ліфляндія).
- 1571, травень: Латиною: Nos Sigismundus Augustus Dei gratia rex Poloniae, magnus dux Lithuaniae, necnon terrarum Cracouiae, Sandomiriae, Siradiae, Lanciciae, Cuiauiae, Kijouiae, Russiae, Woliniae, Prussiae, Masouiae, Podlachiae, Culmensis, Elbingensis, Pomeraniae, Samogitiae, Liuoniae etc. dominus et haeres[12].

Українською: Ми, Сигізмунд-Август, з Божої ласки король польський, великий князь литовський, а також земель краківської, сандомирської, серадзьської, ленчицької, куявської, київської, руської, волинської, прусської, мазовецької, підляської, хелмінської, ельблонгської, поморської, жемайтійської, лівонської та інших господар і дідич.
До короткого титулу так само ввійшла Лівонія:
- 1569, лютий: Руською: Жикгимонтъ-Августъ, Божою милостю король Полский, великий князь Литовский, Руский, Пруский, Жомоитский, Мазовецкий, Лифлянский и иныхъ[13].